# Михайлівська волость (Пружанський повіт)
Михайлівська волость — історична адміністративно-територіальна одиниця Пружанського повіту Гродненської губернії Російської імперії (волость). Волосний центр — село Шані.
Станом на 1885 рік складалася з 18 поселень, 11 сільських громад. Населення — 5208 осіб, 464 дворові господарства, 15 792 десятин землі (6 484 — орної).

## У складі Польщі
Після анексії Полісся Польщею волость отримала назву ґміна Шенє Пружанського повіту Поліського воєводства Польської республіки (гміна). Адміністративним центром було село Шані.
Станом на 1926 рік ґміну складали: 9 сіл, 8 фільварків, 1 колонія, 1 селище, 1 околиця, 1 тартак, 2 лісничівки.
Ґміна Шенє ліквідована розпорядженням Міністра Внутрішніх Справ 5 січня 1926 р. з приєднанням:
- до ґміни Пружани — села: Зосимовичі, Плебанці, Шані й Шубичі; фільварки: Кам'яниця, Казимирове, Шубичі й Зосимовичі; селище: Кам'яниця, околиця: Ляхи, тартак: Воля;
- до ґміни Шерешув — села: Котелки і Староволя, фільварки: Станіславове і Староволя та колонія: Берести;
- до ґміни Ліново —села Чахець, Яці й Шакуни, фільварок Клітно та лісничівки Кривуля і Трусовиця.